# Trenčianske Biskupice
Biskupice (starší názvy: Pisspek, Biskupicz, Trencsén Püspöki) je část města Trenčín, součást městské části Střed. K Trenčínu byly připojeny v roce 1964 a od roku 1920 byl úřední název obce Trenčianske Biskupice. V roce 2001 zde žilo 606 obyvatel (cenzus).
První písemná zmínka o obci je z roku 1208, kdy se uvádí jako majetek nitranského biskupství. Území obce tvoří kromě vlastního území Trenčianských Biskupic i území kdysi samostatných obcí Belá, Nozdrkovce, Bobrovník. Tyto tři obce byly v roce 1895 spojeny do jedné administrativní jednotky a v roce 1907 připojeny k obci Trenčianske Biskupice.
Zachoval se zde původně románský kostel sv. Kosmy a Damiána z poloviny 13. století s hodnotnými gotickými nástěnnými malbami a nevhodnou moderní přístavbou.
Na území obce se nachází letiště, které se začalo stavět v roce 1939. V Trenčianských Biskupicích bylo vyrobeno 12 letadel Junkers Ju 87 D-5. Šest z nich sloužilo u Luftwaffe a zbytek zůstal Slovenským vzdušným zbraním.